# Mirabegrón
Mirabegrón, vendido bajo el nombre de marca Myrbetriq entre otros, es una medicamento utilizado para tratar la vejiga hiperactiva. Sus beneficios son similares a los antagonistas muscarínicos como solifenacina o tolterodina. En el Reino Unido es menos preferido a la medicación antimuscarínica como la oxibutinina. Se toma por vía oral.
Efectos de lado común incluyen hipertensión arterial, dolores de cabeza, e infecciones urinarias. Otros efectos de lado significativos incluyen retención urinaria, ritmo cardíaco irregular, y angioedema. Trabaja por activar el receptor adrenérgico β3 en la vejiga, resultando en su relajación.
El mirabegrón es el primera agonista β3 con aprobación para uso en adultos con vejiga hiperactiva. El mirabegrón fue aprobado para uso médico en los Estados Unidos y en la Unión Europea en 2012. En 2018, es la 232.º medicación más prescrita en los Estados Unidos, con más de 2 millones de prescripciones.

## Usos médicos

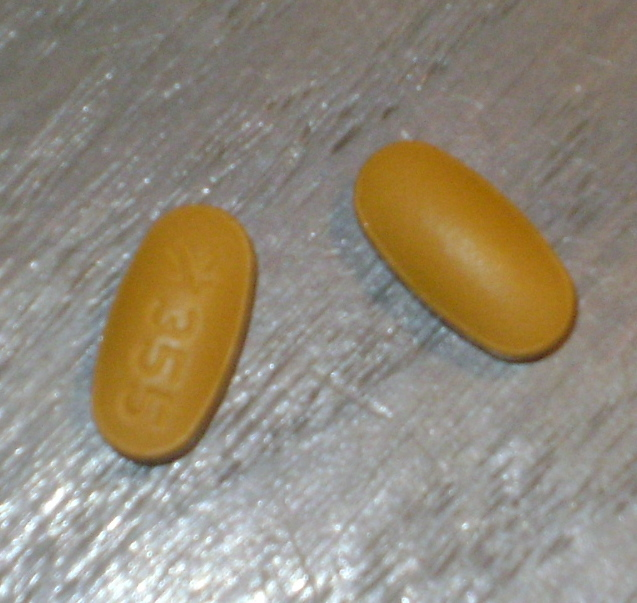
Myrbetriq 50 mg ambos lados

Es usado en el tratamiento de la vejiga hiperactiva. Trabaja igual de bien que los antagonistas muscarínicos como solifenacina or tolterodina. En el Reino Unido es menos preferido que esos agentes.
El mirabegrón es también indicado para tratar la hiperactiviad neurogénica del detrusor, una disfunción relacionada con daño neurológico, en niños de tres años o mayores.

## Efectos adversos
Efectos adversos por incidencia:
Muy común (>10% incidencia) los efectos adversos incluyen:
- Hipertensión arterial

Comunes (1–10% incidencia) los efectos adversos incluyen:
- Boca seca
- Nasofaringitis
- Infección de tracto urinario (ITU)
- Dolor de cabeza
- Influenza
- Estreñimiento
- Mareos
- Artralgia
- Cistitis
- Dolor de espalda
- Infección respiratoria alta
- Sinusitis
- Diarrea
- Taquicardia
- Fatiga
- Dolor abdominal
- Neoplasias (como el cáncer)

Raro (<1% incidencia) los efectos adversos incluyen:
- Palpitaciones
- Visión borrosa
- Glaucoma
- Indigestión
- Gastritis
- Distensión abdominal
- Rinitis
- Elevaciones en enzimas de hígado (GGTP, AST, ALT y LDH)
- Desórdenes renales y urinarios (p. ej., nefrolitiasis, dolor de vejiga)
- Desórdenes de sistema reproductivo (p. ej., prurito vulvovaginal, infección vaginal)
- Desórdenes de piel y tejido subcutáneo (p. ej., urticaria, vasculitis leucocitoclástica, erupciones, prurito, púrpura, edema de labio)
- Síndrome de Stevens–Johnson asociado con AST, ALT y bilirrubina en suero aumentado ALT, AST.
- Retención urinaria